# In the Heights
In the Heights är en amerikansk musikal skriven av Lin-Manuel Miranda och Quiara Alegría Hudes. Ursprungsidén kom från början från Lin-Manuel Miranda under sitt andra år som studerande på Wesleyan University. Den första uppsättningen ägde rum 2005 i Waterford, Connecticut. Åren därpå, 2007 respektive 2008, hade musikalen sina premiärer på Off-Broadway och Broadway. Samma år som musikalen hade Broadway-premiär blev den nominerad till elva Tony Awards varav musikalen vann fyra, bland annat för bästa musikal.

## Handling
Musikalen utspelar sig under tre dagar i området Washington Heights i New York, USA. I musikalen får man följa ett flertal färgstarka karaktärer - bland annat huvudkaraktären Usnavi, en bodegaägare som efter sina föräldrars bortgång söker efter sina dominikanska rötter, samt hans vänners kamp för ett bättre liv, kärlek, social rättvisa och mot rasism, fattigdom och skam.

## Internationella uppsättningar
In The Heights har sedan sin urpremiär 2005 spelats i flera länder och översatts till flera språk världen över. 
| Uppsättning (Stad, Land)       | Plats                              | Språk     | År   |
| ------------------------------ | ---------------------------------- | --------- | ---- |
| Tokyo, Japan                   | Bunkumura                          | Japanska  | 2014 |
| Melbourne/St Kilda, Australien | Chapel Off Chapel/National Theatre | Engelska  | 2015 |
| London, England                | King's Cross Theatre               | Engelska  | 2015 |
| Vancouver, Kanada              | Stanley Industrial Alliance Stage  | Engelska  | 2015 |
| Seoul, Sydkorea                | Samsung Card Hall                  | Koreanska | 2015 |
| Lohne, Tyskland                | Lohne Gymnasium                    | Tyska     | 2016 |
| Nyborg, Danmark                | Bastionen                          | Danska    | 2018 |